# Mammillaria anniana
Mammillaria anniana (укр. Мамілярія анніана, Мамілярія Анні)  — сукулентна рослина з роду мамілярія (Mammillaria) родини кактусових (Cactaceae).

## Етимологія
Видова назва носить ім'я Анні Лау, дружини мексиканського ботаніка та місіонера Альфреда Лау, який вперше виявив цей кактус у 1979 р..

## Ареал
Ареал зростання — Мексика, штат Тамауліпас, біля міста Манте ісп. Ciudad Mante, на вершині Серро Берналь ісп. Cerro Bernal, на висоті від 350 до 800 метрів над рівнем моря. Росте на стрімких скелях і високих вулканах, на каменях.

## Морфологічний опис
Рослина зазвичай багатостеблева.
| Орган              | Опис |
| Коріння            | |
| Стебло             | кулясте або здавлено-кулясте, до 3 см заввишки і в діаметрі. |
| Епідерміс          | яблучно-зеленого відтінку. |
| Маміли             | поступово сходять на конус, круглі в поперечному розрізі, без молочного соку. |
| Ареоли             | |
| Аксили             | з пучками пуху і 4-5 схожих на волоски, кручені щетинки, до 13 мм завдовжки. |
| Центральні колючки | 5-9, трохи відмінні від радіальних, трохи товщі, голчасті, від жовтого до золото-бурштинового відтінку, жорсткі, довжиною 9-12 мм, зазвичай прямі у молодих рослин, одна з гачком на кінці у старіших. Центральні колючки погано відрізняються від радіальних. |
| Радіальні колючки  | 13-14, блідо-жовтувато-білі, тонкі, але жорсткі, прямі, 6-11 мм завдовжки. |
| Квіти              | маленькі, не відкриваються широко, світло-белесо-жовті, завдовжки 8-12 мм, 6 мм завширшки. |
| Плоди              | червоні, 10-15 мм завдовжки. Оплодень надзвичайно довгий. |
| Насіння            | чорне. |

## Чисельність у природі та охоронні заходи
Mammillaria anniana входить до Червоного списку Міжнародного союзу охорони природи на межі зникнення (CR).
Після того, як цей вид був виявлений Альфредом Лау в 1979 році, чисельність популяції зменшилася приблизно на 80 % і зараз оцінюється у менше ніж 500 рослин, які зростають в одному місці на дуже невеликій площі (20 x 100 м). Чисельність продовжує знижуватися в результаті незаконного збору.
Середовища існування у XXI столітті добре відомі як комерційним, так і аматорським колекціонерам і захищені тільки важкодоступністю.
Охороняється Конвенцією про міжнародну торгівлю видами дикої фауни і флори, що перебувають під загрозою зникнення (CITES).